# ФК Кюстендил
ФК Кюстендил е футболен клуб от град Кюстендил, който участва в Югозападна Трета лига. Основан е през 2010 г. Домакинства на стадион „Осогово“ с капацитет 10 000 места.
През 2024 се обединява с другия клуб от града Велбъжд, като той става сателит на ФК Кюстендил.

## История
Футболен клуб „Кюстендил“ е създаден през 2010 г. в Кюстендил. В клуба има мъжки отбор и детско-юношеска школа. Президент и спонсор на ФК „Кюстендил“ е Светослав Григоров. Отборът играе домакинските си срещи на стадион Осогово, община Кюстендил.
През сезон 2024/25 отборът се обединява с Велбъжд (Кюстендил) и заявява, че ще се бори за завръщане в професионалния футбол. 

## Контакти
2500 Кюстендил, ул.„ Цар Освободител“ №19, тел. (078) 48153